# Tanznovember
Der Tanznovember war eines der ersten Festivals für die freie Tanzszene in der Schweiz. Es wurde 1985 von Wolfgang Brunner in Zürich gegründet und bis 1991 fünf Mal an verschiedenen Orten in der Schweiz durchgeführt. Brunner wollte damit die Sichtbarkeit des unabhängigen Tanzschaffens in der Schweiz auf nationaler Ebene erhöhen und dessen Entwicklung vorantreiben. 1991 musste das Festival mangels Finanzierung eingestellt werden.

## Geschichte
Zu Beginn der 1980er-Jahre fand in Zürich und in anderen Schweizer Städten ein Boom des zeitgenössischen Tanzschaffens statt. Es fehlte jedoch an Auftrittsmöglichkeiten und Plattformen. Im Zuge der Jugendunruhen wurden denn auch von der Tanzszene Räume für das Produzieren und Aufführen eingefordert. Eine erste lokale Veranstaltungsreihe gründete Claude Perrottet 1978 mit dem Tanzforum (bis 1982). Der Tanznovember schloss daran an, wollte über die lokale Reichweite hinaus aber eine national ausgerichtete Plattform schaffen. Brunner lud von Anfang an neben Zürcher Tanzgruppen auch Choreografen und Choreografinnen aus der Romandie und dem Tessin ein und erweiterte später das Festival in andere Regionen.
Die Stadt Zürich unterstützte zunächst Brunners Vorhaben und finanzierte das Festival mit. Die erste Durchführung wurde von der Arbeitsgruppe Tanz von Projekt Zürich organisiert. Später übernahm drei Mal die Interessengemeinschaft Tanz Zürich (IGTZ) und zuletzt der Kulturlade Zürich gemeinsam mit dem Kulturservice Basel die Festivalorganisation, wobei Brunner dabei zentrale Ansprechperson für die Künstler und Künstlerinnen und die Programmatik insgesamt blieb.
Bereits in der ersten Ausgabe wurden allein in Zürich inklusive Rahmenprogramm 35 Veranstaltungen durchgeführt. 1986 kamen neue Spielorte in Winterthur dazu, 1987 dann Spielorte in Baden AG, Genf, Lausanne und Lugano; 1988 zusätzlich Ascona, Freiburg im Üechtland, Neuenburg NE und Vevey. 1989 und 1990 fanden keine Ausgaben statt; im Jahr 1991 dann an vierzehn Spielorten in neun Schweizer Städten (Bern, Basel, Genf, Liestal, Pully, Verscio, Vevey, Winterthur, Zürich). In dieser letzten Ausgabe wurden insgesamt sechzig Veranstaltungen gezeigt. Mit der Erweiterung der Veranstaltungsorte konnten auch weitere Geldgeber gewonnen werden (unter anderem der Kanton Waadt, die Kulturstiftung Pro Helvetia, die Loterie Romande und die Kulturabteilungen der Partnerstädte). Die Presse schrieb von der «Lancierung des ersten Intercity-Festivals in der Schweiz».:S. 123
Trotz der Reichweite und Bedeutung für das Schweizer Tanzschaffen war es nicht möglich, eine ausreichende Finanzierung für die Weiterführung des Festivals zusammenzutragen. Die lokale Zürcher Tanzszene setzte sich selbst auch nicht mit Nachdruck für dessen Fortführung ein. Dies lag womöglich daran, dass sie sich von der zunehmend grossen und überregionalen Veranstaltung nicht ausreichend unterstützt und vertreten fühlte. Kulturpolitisch hatte die Ausdehnung des Festivals Folgen: Was sich zunächst als Vorteil für eine breite Finanzierung herausstellte, führte schliesslich dazu, dass die Stadt Zürich den Nutzen für die eigene Szene nicht mehr als genügend erachtete. Sie entzog dem Festival die Grundsubvention, worauf es eingestellt werden musste. Trotz seiner kurzen Existenz gilt der Tanznovember heute als «Schlüsselveranstaltung», die als Vorläufer für weitere Festivals für zeitgenössischen Tanz diente, wie zum Beispiel die Berner Tanztage.:S. 123

## Künstlerische Ausrichtung
Das Festival verstand sich als Schaufenster für die Vielseitigkeit des Schweizer Tanzschaffens und programmierte deshalb nur punktuell Gruppen von ausserhalb der Schweiz. Mit seiner breiten Ausrichtung wollte es einen Überblick über das einheimische Tanzschaffen bieten und möglichst viele, auch stilistisch verschiedene Gruppen überregional sichtbar und bekannt machen. Zugleich sollte das Festival Sprungbrett für den Nachwuchs sein.

## Produktionen
Unter den total 400 gezeigten Produktionen waren Stücke vertreten von Nina Corti, Annemarie Parekh, Nelly Bütikofer, die Compagnie Drift, Monica Klingler, Fumi Matsuda, CH-Tanztheater oder Da Motus von Antonio Bühler und Brigitte Meuwly aus der Deutschschweiz. Aus der Romandie standen unter anderem Peter Heubi, Brigitte Matteuzzi, Diane Decker, Fabienne Berger, Anne Rosset, Philippe Saire auf der Bühne, und aus dem Tessin waren Margit Huber, Claudio Schott oder Tiziana Arnaboldi vertreten.